# Echinocereus reichenbachii
Echinocereus reichenbachii é uma planta perene e arbusto da família Cactaceae. A espécie é nativa do Deserto de Chihuahua e de partes do norte do México e do sul dos Estados Unidos, onde cresce em altitudes de até 1.500 metros. Este cacto recebeu o Prêmio de Mérito de Jardim da Royal Horticultural Society.
E. reichenbachii é uma das menores espécies do gênero Echinocereus. Atinge de 7,5 a 30 cm de altura e de 4 a 10 cm de largura. As plantas podem ser solitárias ou formar grupos de até 12 indivíduos, com caules eretos que apresentam de 10 a 19 "costelas". Os caules são verde-escuros e frequentemente cobertos por espinhos, que variam entre tons de bege, marrom, preto ou rosa, com as pontas geralmente mais escuras que a base. As auréolas são elípticas ou ovais, com 7 a 36 espinhos cada. As flores, roxas ou rosas, desabrocham de início de maio até o final de junho, medindo aproximadamente 4,5 a 8 cm de altura por 5 a 10 cm de largura. E. reichenbachii é tolerante ao frio e ao calor, preferindo solos secos e bem drenados, próximos a afloramentos rochosos.

## Taxonomia
O nome científico, Echinocereus, deriva do grego ekhinos, que significa ouriço, e do latim cereus, termo para cera. O epíteto específico homenageia o botânico alemão Ludwig Reichenbach. Nomes comuns em inglês incluem Lace hedgehog cactus, Lace cactus, Lace hedgehog, Purple candle, além de Órgano-pequeño de colores, em espanhol.
Em 1843, o botânico alemão Carl Adolf Terscheck nomeou um espécime coletado no México como Echinocactus reichenbachii, mas sua descrição incompleta foi pouco útil para estudos posteriores. Entre 1848 e 1856, George Engelmann estudou extensivamente uma planta que chamou de Echinocereus caespitosus. Antes disso, Joseph de Salm-Reifferscheidt-Dyck referiu-se a plantas em coleções europeias como Echinopsis pectinate var. reichenbachiana e discutiu com Engelmann a possibilidade de serem a mesma planta.
Apesar da indicação inicial de um erro de nomenclatura, o binômio de Engelmann foi usado até 1893, quando F.A. Haage Jr. alterou Echinocactus reichenbachii de Terscheck para Echinocereus reichenbachii, nome adotado posteriormente por Nathaniel Lord Britton e Joseph Nelson Rose. Essa mudança quebrou a tradição botânica de usar o nome mais antigo, mas, devido à descrição vaga de Terscheck, que poderia se referir a até uma dúzia de espécies, o binômio de Haage prevaleceu.

## Variações e subespécies

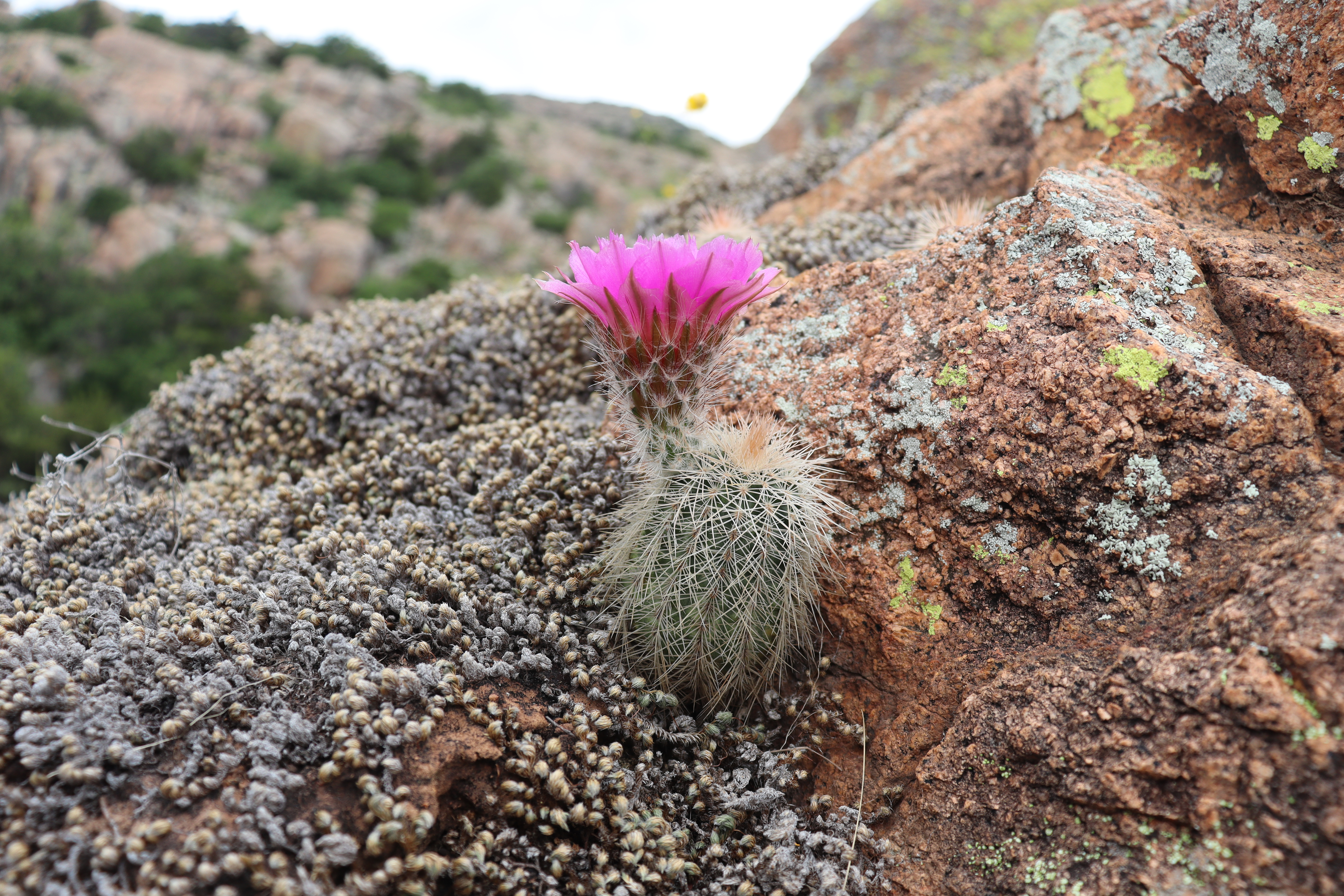
E. reichenbachii var. baileyi nas en.

As variações de Echinocereus reichenbachii incluem E. reichenbachii var. albertii, E. reichenbachii var. fitchii, E. reichenbachii var. albispinus, E. reichenbachii subsp. armatus, E. reichenbachii subsp. burrensis e E. reichenbachii subsp. fitchii. As variedades diretas incluem E. reichenbachii var. baileyi, endêmica das Montanhas Wichita [en] no sudoeste de Oklahoma, E. reichenbachii var. perbellus e E. reichenbachii var. reichenbachii.
E. reichenbachii var. albertii é uma espécie em perigo listada federalmente nos Estados Unidos, endêmica do Texas. Está listada como espécie em perigo desde 1979. Populações de E. reichenbachii var. albertii são encontradas próximas aos condados de Kleberg, Jim Wells e Refugio, no sul do Texas. A destruição de habitat, coleta excessiva e pastoreio de gado contribuíram para seu status de ameaça.

## Descrição

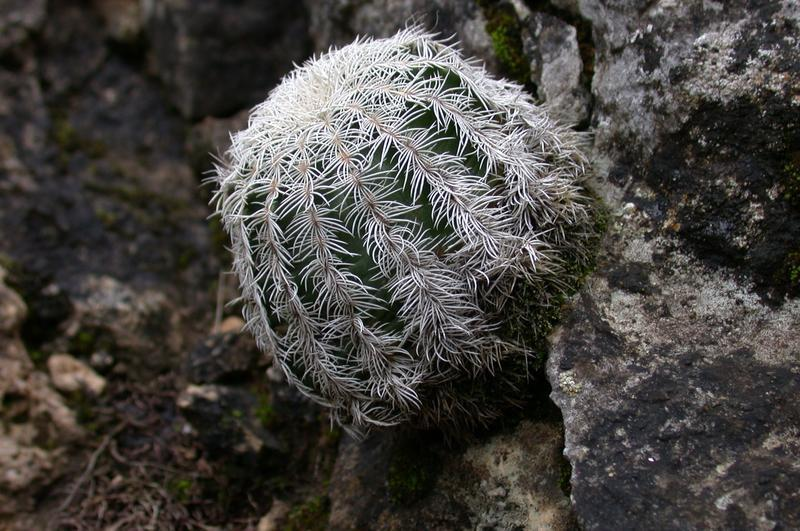
E. reichenbachii

Echinocereus reichenbachii é uma planta perene e arbusto. É uma das menores espécies de Echinocereus. Espécimes imaturos são esféricos, tornando-se cilíndricos à medida que crescem. As plantas podem ser solitárias ou ramificadas em grupos de até 12, com caules eretos que possuem de 10 a 19 costelas levemente onduladas. Atingem de 7,5 a 30 cm de altura e de 4 a 10 cm de largura. Os caules são verde-escuros, frequentemente ocultos pelos espinhos, especialmente quando a planta está desidratada. As auréolas são elípticas ou ovais. Estão espaçadas de 1 a 6 mm, com 15 a 36 espinhos por auréola. Os espinhos variam de bege a marrom, preto, preto-arroxeado ou rosa, com as pontas geralmente mais escuras. Os espinhos centrais são os mais escuros, com até 7 por auréola, medindo de 1 a 6 mm de comprimento.
As plantas florescem de início de maio até o final de junho, frutificando 6 a 10 semanas após a floração. As flores abrem por apenas um dia, mas a antese é geralmente escalonada, mantendo flores abertas por uma semana; os gomos são cobertos por lã branca que esconde o fruto em desenvolvimento. As tépalas internas das flores são rosa-prateado ou magenta; as partes externas são brancas, carmesim, verdes ou multicoloridas. Medem aproximadamente 4,5 a 8 cm por 5 a 10 cm, com tubos florais de 22 a 40 mm por 10 a 30 mm. Os pelos do tubo medem de 5 a 15 mm, e a câmara de néctar tem de 2 a 5 mm de profundidade. As flores possuem de 30 a 50 pétalas cada, com bordas irregulares ou entalhadas. Os pistilos são multilobados e verdes, e os estames são creme ou amarelos. Os frutos variam em tons de verde e medem de 15 a 28 mm de comprimento.

## Habitat nativo
O habitat nativo de E. reichenbachii abrange todo o Deserto de Chihuahua e suas pastagens próximas, além de florestas de carvalho e junípero. Crescem em altitudes de até 1.500 metros. Nos Estados Unidos, E. reichenbachii é nativa do Texas, Novo México, Colorado e Nebraska. Também é encontrada no Kansas e em Oklahoma. A variedade de Oklahoma, E. reichenbachii var. baileyi, possui espinhos longos e semelhantes a cerdas. No México, a espécie é nativa dos estados do norte de Coahuila, Nuevo León e Tamaulipas.

## Cultivo e propagação
E. reichenbachii prefere sol pleno e requer pouca água. Prospera em solos secos, bem drenados, argilosos ou francos, e próximos a afloramentos rochosos. É tolerante ao frio e ao calor e cresce bem sob vidro. É resistente à seca, mas suscetível a cochonilhas-farinhentas e insetos-escama.
A propagação é feita por sementes coletadas quando os frutos começam a secar. A espécie é usada em paisagismo comercial como elemento ornamental, especialmente em ambientes desérticos. As plantas são resistentes a cervos. E. reichenbachii recebeu o Prêmio de Mérito de Jardim da Royal Horticultural Society.

## Galeria

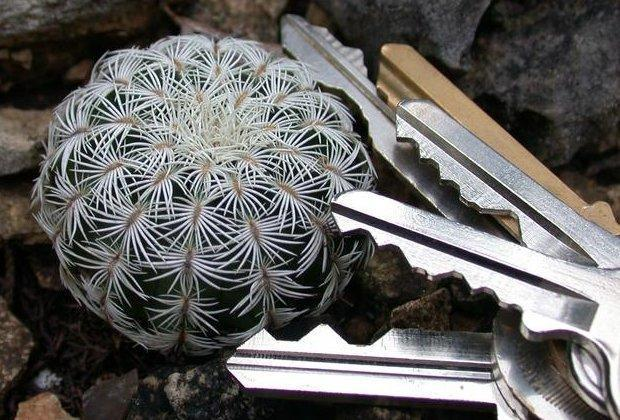
Echinocereus reichenbachii
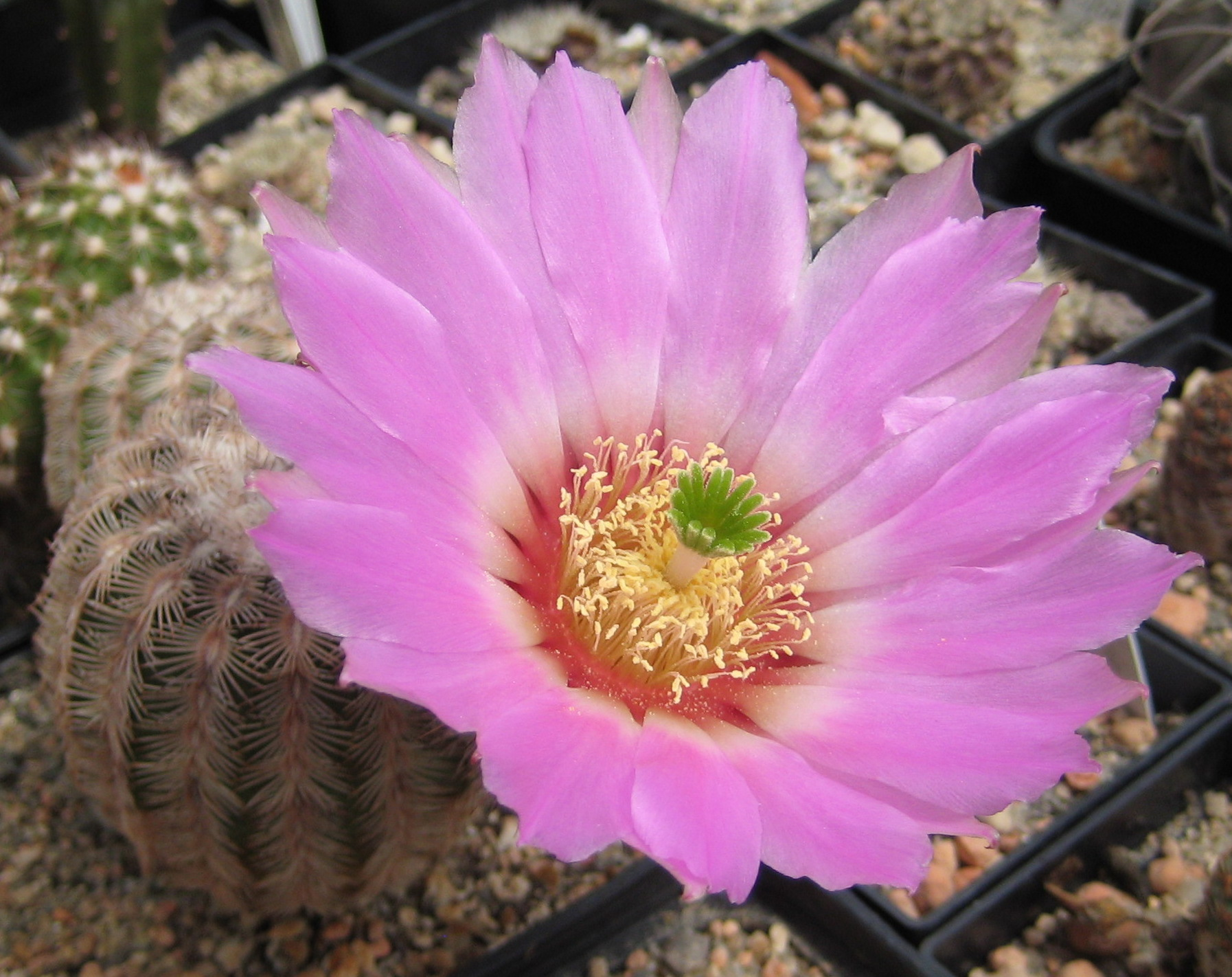
Flor
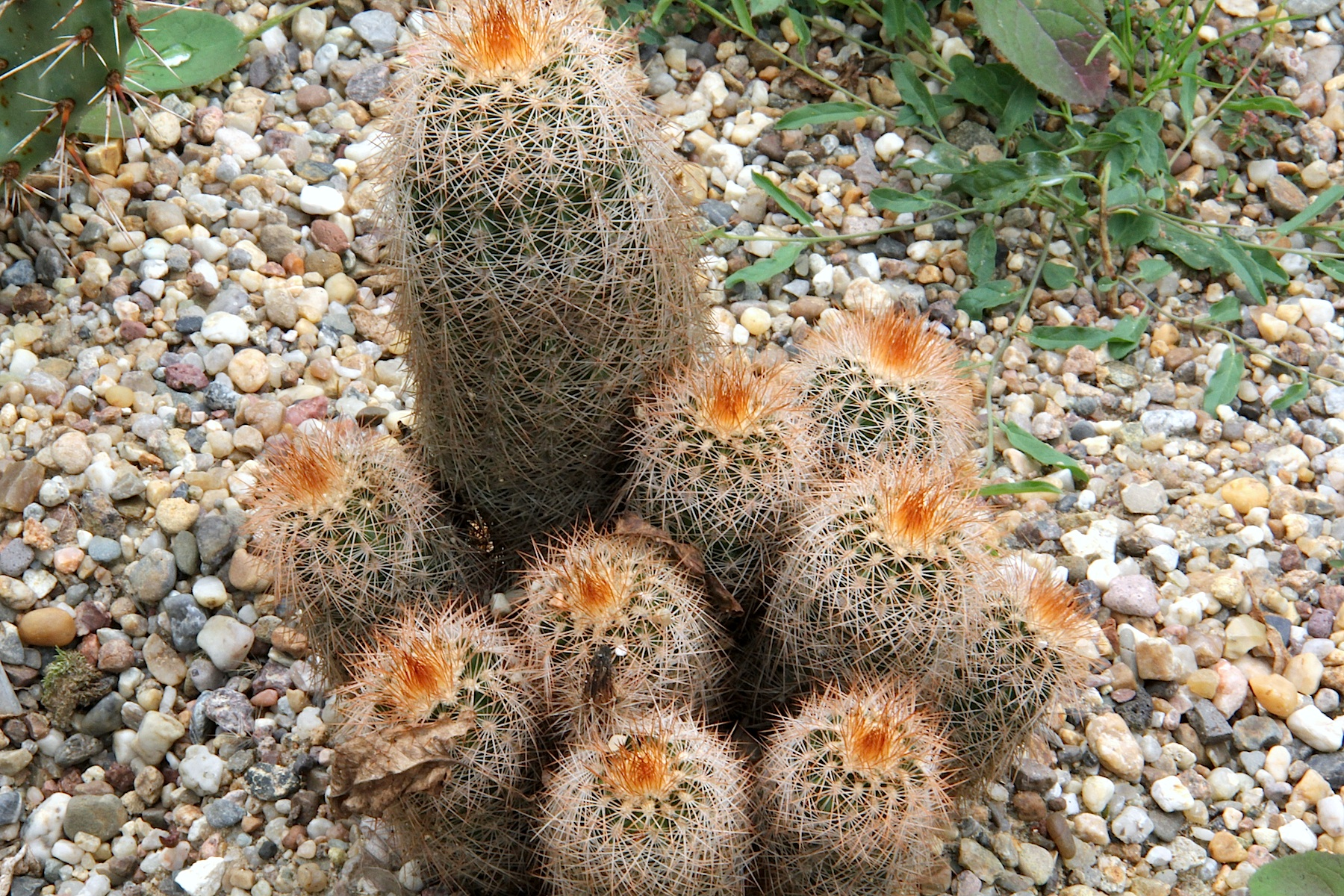
E. reichenbachii var. baileyi